# Keleti kontyosbülbül
A keleti kontyosbülbül (Criniger chloronotus) a madarak (Aves) osztályának verébalakúak (Passeriformes) rendjébe, ezen belül a bülbülfélék (Pycnonotidae) családjába tartozó faj.

## Rendszerezése
A fajt John Cassin amerikai ornitológus írta le 1859-ben, a Trichophorus nembe Trichophorus chloronotus néven.

## Előfordulása
Közép-Afrikában, Angola, Egyenlítői-Guinea, Gabon, Kamerun, a Kongói Demokratikus Köztársaság, a Kongói Köztársaság, a Közép-afrikai Köztársaság, Nigéria és Uganda területén honos. 
Természetes élőhelyei a szubtrópusi vagy trópusi síkvidéki és hegyi esőerdők, valamint mocsári erdők. Állandó, nem vonuló faj.

## Megjelenése
Testhossza 22 centiméter, testtömege 39–54 gramm.

## Életmódja
Ízeltlábúakkal táplálkozik, de gyümölcsöket is fogyaszt.

## Természetvédelmi helyzete
Az elterjedési területe nagy, egyedszáma pedig stabil. A Természetvédelmi Világszövetség Vörös listáján nem fenyegetett fajként szerepel.